# Aleksandr Rodtsjenko

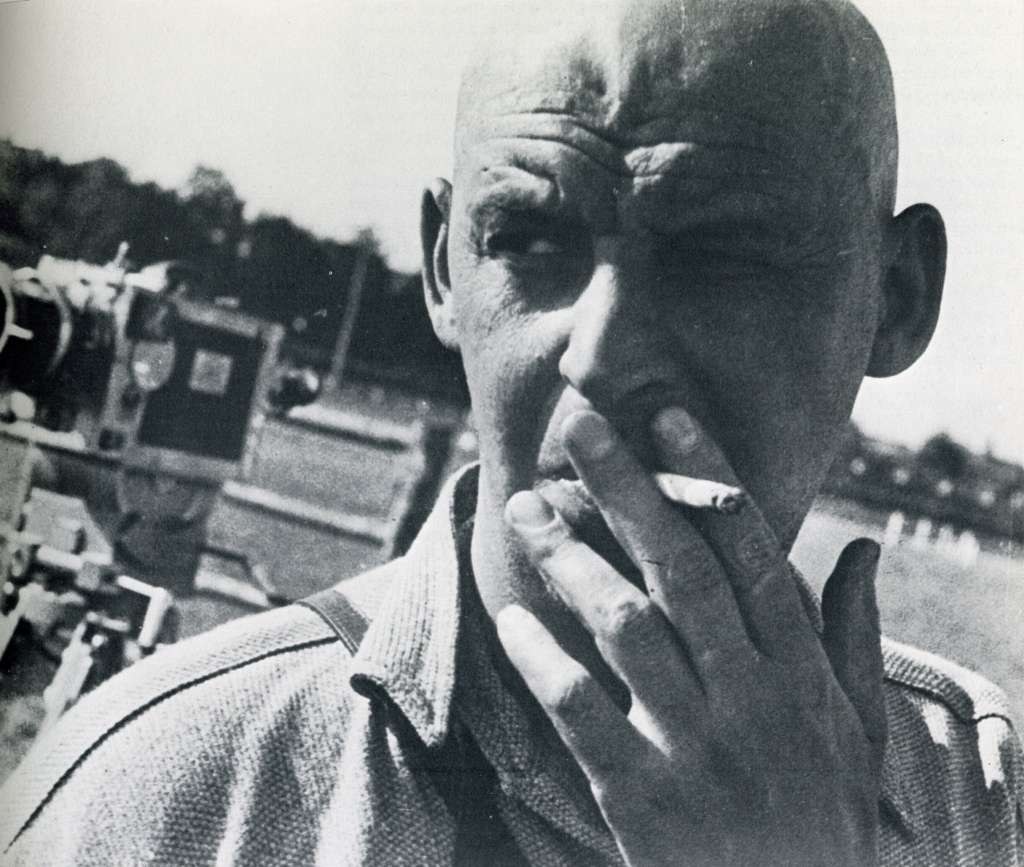
Aleksandr Rodtsjenko

Aleksandr Michailovitsj Rodtsjenko (Russisch: Александр Михайлович Родченко) (Sint-Petersburg, 5 december [O.S. 23 november] 1891 - Moskou, 3 december 1956) was een Russisch kunstenaar.

## Leven en werk
Begonnen als beeldhouwer en schilder, specialiseerde Rodtsjenko zich later in grafische vormgeving en fotografie. Hij was een van de grondleggers van het constructivisme.
Na de Russische Revolutie was Lenin van mening dat kunst een grote rol kon spelen in de communicatie met het Russische volk. Rodtsjenko was een typische exponent van die tijd, en zijn fotomontages en affiches werden door verschillende staatsinstanties gebruikt. Bij het vervaardigen van die affiches werkte Rodtsjenko vaak samen met de dichter Vladimir Majakovski, die de tekst op de affiches voor zijn rekening nam. Ook waren zij samen verantwoordelijk voor tijdschriften zoals LEF, waarvan Rodtsjenko de omslag deed (heel beroemd werd zijn cover van Majakovski's geliefde Lili Brik), en waarvan Majakovski de redacteur was.
Na de dood van Lenin nam het beleid onder Stalin echter een andere richting. Het socialistisch realisme werd de officiële stijl voor Russische kunstenaars, en iedereen werd geacht zich aan te passen aan dit beleid. Zo ook Rodtsjenko, die om deze reden in 1933 een fotoreportage maakte van de aanleg van het Witte Zee-Oostzeekanaal. Daarna legde Rodtsjenko zich toe op het fotograferen van sportbijeenkomsten en parades.
- Bibsys: 90068023
- Biblioteca Nacional de España: XX892169
- Bibliothèque nationale de France: cb12074589t (data)
- Catàleg d'autoritats de noms i títols de Catalunya: 981058511231006706
- CiNii: DA02518032
- Gemeinsame Normdatei: 118641999
- International Standard Name Identifier: 0000 0001 2037 127X
- KulturNav: 946acee4-e804-41fa-9f4c-3de02820886c
- Library of Congress Control Number: n83138042
- Nationale Bibliotheek van Letland: 000071595
- Bibliotheek van het Japanse parlement: 00533131
- Nationale Bibliotheek van Tsjechië: kup19980000083399
- Nationale bibliotheek van Australië: 35268800
- Nationale Bibliotheek van Israël: 987007507960105171
- Nationale Bibliotheek van Polen: a0000002290975
- Nationale en Universitaire bibliotheek Zagreb: 000090483
- Nederlandse Thesaurus van Auteursnamen: 069419132
- PIC: 1769
- Réseau des bibliothèques de Suisse occidentale: 02-A000138783
- RKD-Nederlands Instituut voor Kunstgeschiedenis: 67549
- Istituto Centrale per il Catalogo Unico: CFIV018937
- LIBRIS: 87533
- SNAC: w6mk6x89
- Système universitaire de documentation: 029035732
- Trove: 890443
- Union List of Artist Names: 500017582
- Virtual International Authority File: 56633412
- WorldCat: E39PBJm4VG3QKdQdDVg4cJ3qQq